# Крепкое (озеро)
Крепкое — одно из Мультинских озёр в Республике Алтай, Россия. Его длина — 900 м, ширина — 350 м. Озеро расположено на высоте 1933 м, в верховьях Крепкой реки, левом притоке Мульты. Берега озера покрыты редким лесом и зарослями ерника. С трёх сторон озеро окружают отвесные скалы. С южной стороны в долину срывается водопад.
Рядом расположено ещё четыре озера, всех вместе их называют Крепкими озёрами. Они расположены на перевальном цирке. Цвет воды — бирюзовый.
От Крепкого озера через перевал Крепкий (2800 м) можно попасть в долину Тихой реки; через Детский перевал (2500 м) — Мульты; через Перевальный перевал (2500 м) — в долину Проездной Мульты.

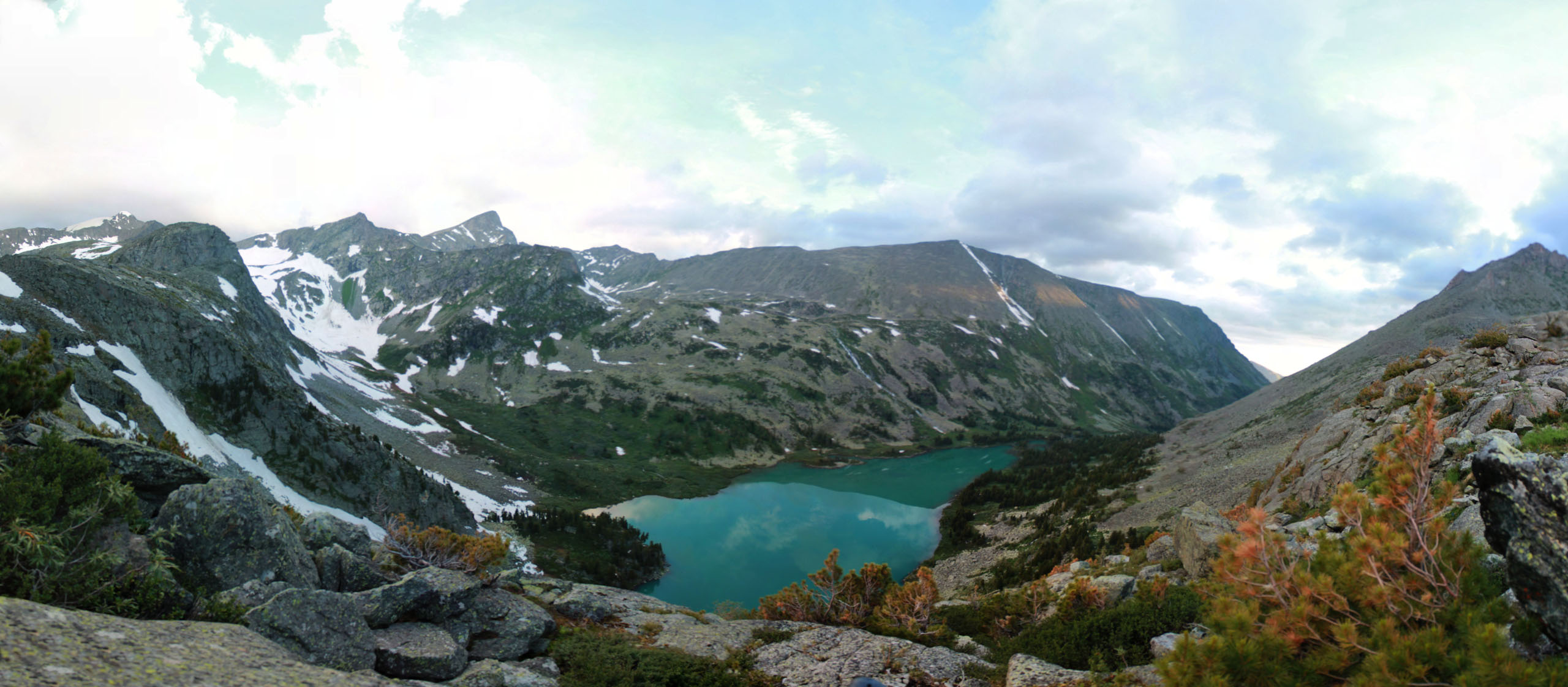
Крепкое озеро

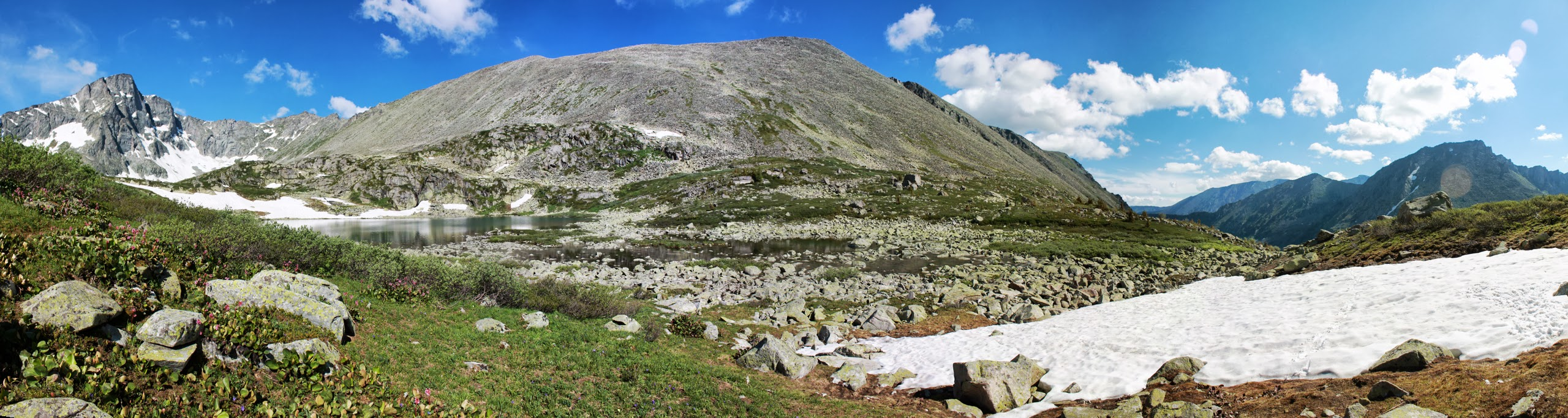
Озёра выше Крепкого